# Tupaia longipes
La tupaia dalle zampe lunghe (Tupaia longipes) è una specie di tupaia endemica del Borneo, dove abita le foreste pluviali decidue della zona centro-settentrionale dell'isola.
Il pelo ha tonalità bruno-nerastre con sfumature rossicce sul capo.
Sul ventre e sulla gola sono presenti sparse macchie giallastre di forma allungata.
Il muso, le guance e le tempie fino alle orecchie sono glabri e di colore violaceo: la bocca è assai larga.
Ha abitudini molto più terricole rispetto alle congeneri. È minacciata dalla distruzione dell'habitat.